# Collegium Vocale Gent
Collegium Vocale Gent és un conjunt coral flamenc fundat per Philippe Herreweghe l'any 1970, quan encara era un estudiant de medicina. Fou un dels primers cors a emprar els criteris originals d'interpretació de la música instrumental a la música vocal. Els conjunts instrumentals havien començat a estudiar abans la interpretació de la música antiga en un context més respectuós amb els criteris històrics i l'ús d'instruments originals. D'acord amb aquestes plantejaments el conjunt coral començà a col·laborar ben aviat amb els grans intèrprets d'aquests moviments com Gustav Leonhardt, Nikolaus Harnoncourt i Ton Koopman, entre d'altres. Especialitzat en la interpretació de la música barroca, en particular en les obres de Bach, també ha aconseguit èxits destacats en el repertori el segle xix, amb una orquestra pròpia, l'Orquestra del Collegium Vocale Gent, i l'Orchestre des Champs Elysées, en enregistraments excel·lents d'obres de Mendelssohn, Berlioz, Schumann i Brahms.